# Paul K. Davis
Paul K. Davis (født 1952 i Texas) er en amerikansk militærhistoriker. Han har taget sin ph.d. fra King's College London og arbejdet som konsulent for den amerikanske tænketank RAND. For nuværende har han en undervisningsposition ved T.M.I.—The Episcopal School of Texas.

## Udvalgt bibliografi
- Deterrence and Influence in Counterterrorism: A Component in the War on Al Qaeda ISBN 0-8330-3286-0
- Toward a Conceptual Framework for Operational Arms Control in Europe's Central Region ISBN 0-8330-0951-6
- Portfolio-analysis Tool for Missile Defense ISBN 0-8330-3801-X
- 100 Decisive Battles: From Ancient Times to the Present  ISBN 0-19-514366-3
- Besieged: 100 Great Sieges from Jericho to Sarajevo  ISBN 0-7567-8538-3
- Encyclopedia of Warrior Peoples & Fighting Groups  ISBN 1-59237-116-7
- Encyclopedia of Invasions and Conquests: from ancient times to the present ISBN 1-59237-114-0